# Горно Сълне
Горно Сълне (на македонска литературна норма: Горно Соње, Горно Солње, Горно Слње) е село в община Сопище, Северна Македония.

## География
Разположено е в областта Кършияка в южното подножие на планината Водно.

## История
В селото има стара църква „Свети Никола“. В нейния двор са открити профилирани мраморни блокове, а в Горносълненската чешма е вградена антична мраморна стела с латински надпис.
В XIX век Горно Сълне е село в Скопска каза на Османската империя. Според статистиката на Васил Кънчов („Македония. Етнография и статистика“) от 1900 г. Горно Сълне е населявано от 254 жители българи християни.
Цялото население на селото е под върховенството на Българската екзархия. По данни на секретаря на екзархията Димитър Мишев („La Macédoine et sa Population Chrétienne“) в 1905 година в Горно Сълне има 320 българи екзархисти и в селото работи българско училище.
През септември 1910 година селото пострадва по време на обезоръжителната акция на младотурците. Георги Ингилизов от Горно Сълне е арестуван, а 15 души от селото са съдени, като 11 от тях получават осъдителни присъди за открити у тях оръжие и муниции.
След Междусъюзническата война в 1913 година селото попада в Сърбия.
На етническата си карта от 1927 година Леонард Шулце Йена показва Горна Сойна (Grn. Sojna) като българско село.
На етническата си карта на Северозападна Македония в 1929 година Афанасий Селишчев отбелязва Горно Солне като българско село.
Според преброяването от 2002 година селото има 219 жители.
| Националност     | Всичко |
| северномакедонци | 207    |
| албанци          | 0      |
| турци            | 0      |
| роми             | 0      |
| власи            | 0      |
| сърби            | 9      |
| бошняци          | 0      |
| други            | 3      |

## Личности
Родени в Горно Сълне
- Саве Цветанов, български революционер от ВМОРО, четник на Трифун Аджаларски[8]
- Стойче Солнянец, български революционер, войвода на ВМОРО[9]